# 国道249号

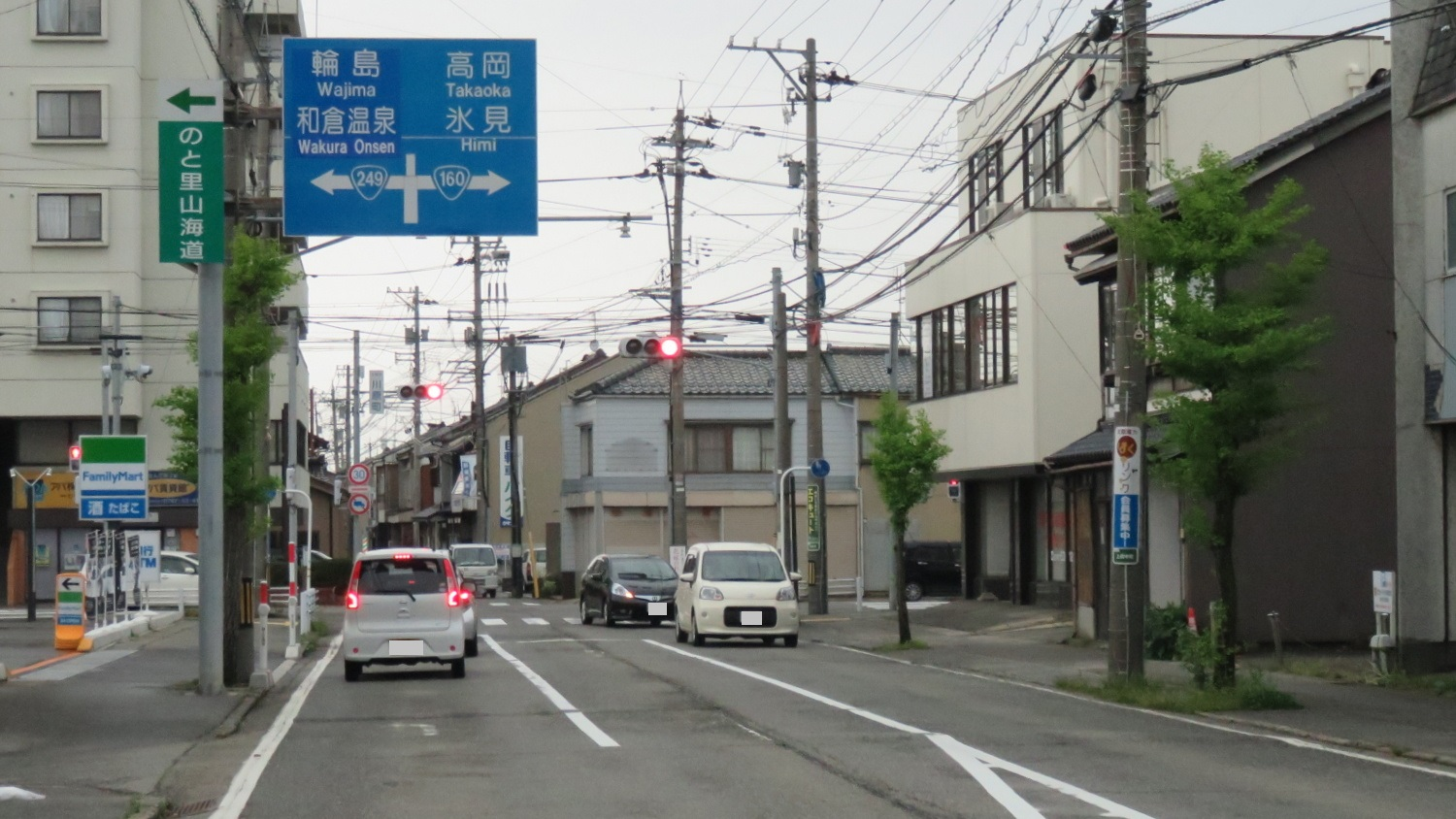
国道249号 起点
石川県七尾市 川原町交差点

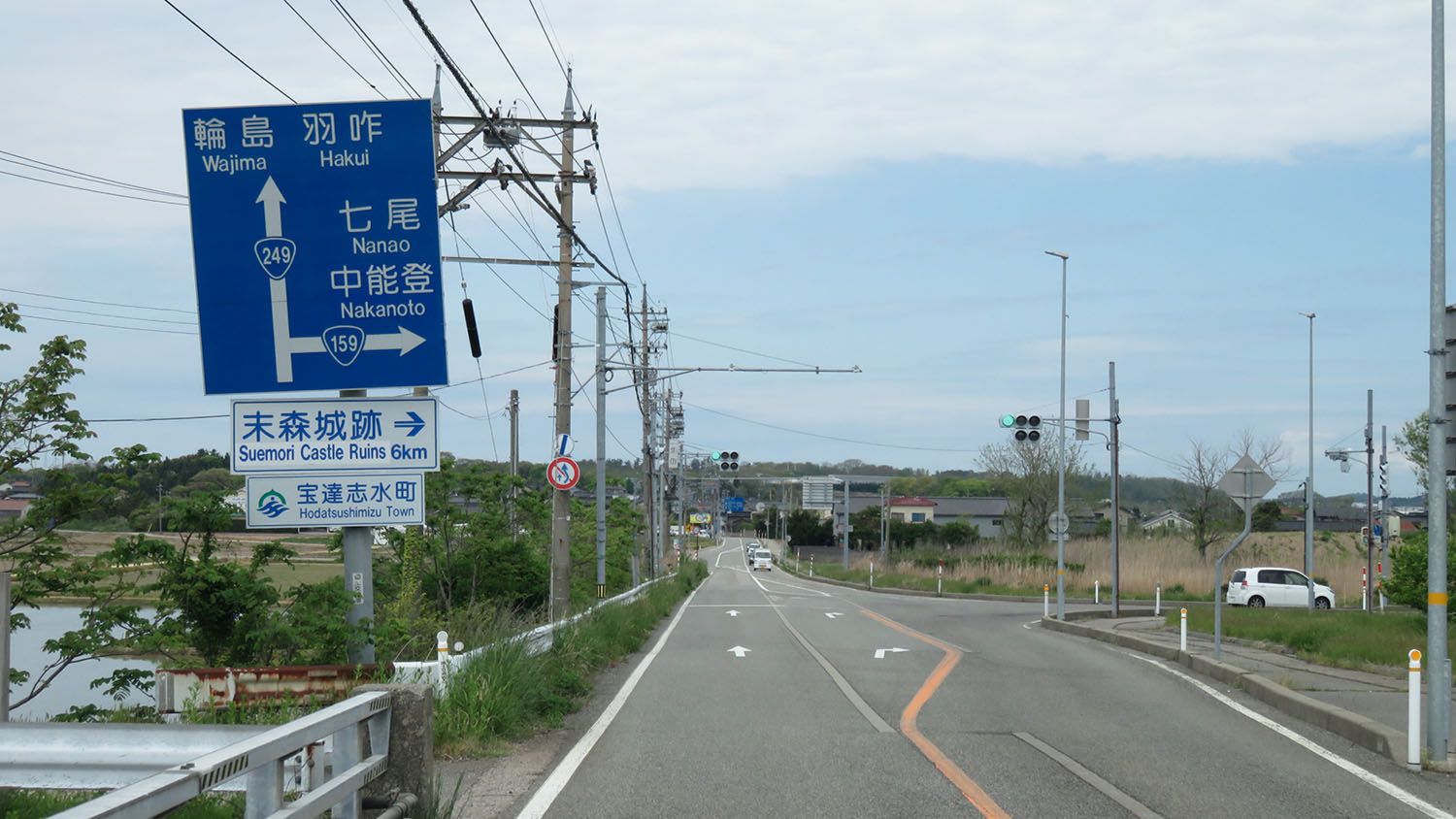
国道159号（重複区間）との分岐
石川県羽咋郡宝達志水町
免田交差点付近

国道249号（こくどう249ごう）は、石川県七尾市から輪島市を経由して、金沢市に至る一般国道である。

## 概要
国道159号とは起終点が同一地点に設定されているが、総延長では国道159号の68.5 kmに対して、国道249号は能登半島を一周し、4倍以上の251.5 kmを有する。

### 路線データ
一般国道の路線を指定する政令に基づく起終点および重要な経過地は次のとおり。
- 起点：七尾市（川原町交差点 = 国道159号・国道160号起点）
- 終点：金沢市（武蔵交差点 = 国道157号・国道304号・国道305号起点、国道159号・国道359号終点）
- 重要な経過地：石川県鳳至郡穴水町[注釈 3]、珠洲市、輪島市、羽咋市（中央町）、同県羽咋郡押水町[注釈 4]、同県河北郡津幡町
- 総延長 : 251.5 km（重用延長を含む。）[1][注釈 1]
- 重用延長 : 29.7 km[1][注釈 1]
- 未供用延長 : なし[1][注釈 1]
- 実延長 : 221.9 km[1][注釈 1]
  - 現道 : 220.3 km[1][注釈 1]
  - 旧道 : 0.1 km[1][注釈 1]
  - 新道 : 1.5 km[1][注釈 1]
- 指定区間：国道159号と重複する区間（七尾市・川原町交差点（起点） - 藤野町北交差点、羽咋郡宝達志水町免田 - 金沢市・武蔵交差点（終点））[3]

## 歴史
- 1956年（昭和31年）7月10日 - 二級国道249号七尾珠洲金沢線（七尾市 - 金沢市）として指定施行[4]。
- 1965年（昭和40年）4月1日 - 道路法改正により一級・二級区分が廃止されて一般国道249号として指定施行[2]。
- 2014年（平成26年）
  - 12月12日 - 起点の川原町交差点 - 藤野町北交差点、国分交差点 - 小島西部交差点付近の区間を道路区域に編入[5]。
  - 12月14日 - 藤橋バイパス全線開通[6]。
- 2015年（平成27年）3月31日 - 川原町交差点 - 小島西部交差点の旧道2.3075 kmが道路区域から除外[7]し、一部は石川県道1号七尾輪島線と石川県道2号七尾羽咋線の区域に編入。
- 2018年（平成30年）
  - 3月13日 - 珠洲市宝立町金峰寺（金峰寺交差点） - 珠洲市上戸町北方の区間（珠洲道路指定区間）を編入[8]。
  - 4月3日 - 珠洲市宝立町金峰寺（金峰寺交差点） - 珠洲市上戸町北方（珠洲警察署前交差点）の区間（旧道）が道路区域から除外[9]。
- 2024年（令和6年）
  - 1月1日 - 能登半島地震が発生。輪島市から珠洲市まで約100 kmの区間では、各地で土砂災害により道路が埋没したほか隆起や亀裂が発生。全線を通した通行が不能となった[10][11]。
  - 1月5日 - 石川県は輪島市門前町道下地先から珠洲市上戸町北方地先までの区間110.6 kmを道路開啓区間（救援ルートを確保するために最低限の瓦礫処理、段差修正を行う区間）とすることを発表[12]。
  - 5月2日 - 輪島市野田町の山腹崩壊による通行止区間で迂回路が応急復旧。地震で隆起した海岸に設置する異例の工事となった[13]。
  - 9月25日 - 中屋トンネルが、片側交互通行で工事関係や物資輸送の緊急用車両、並びに地元住民向けに限定した仮復旧を実施。工事を並行して通行できるようにするため、防護壁「プロテクター」を囲むような形での仮復旧を行う[14][15]。しかし仮復旧4日前の9月21日に能登半島豪雨による土砂崩落が再度発生し仮復旧が困難な状況となり、工事関係車両以外の通行止めが延長される（仮復旧開通時期延期。新たな仮復旧日未定）[16][17]。
  - 12月25日 - 13時、県道と市道を利用して中屋トンネルの迂回路が開通[18]。
  - 12月27日 - 13時、地震で隆起した海岸の陸地を利用して逢坂トンネルの迂回路が開通し、これにより国道249号全線での往来が可能となった[18]。
- 2025年（令和7年）
  - 1月10日 - 前月に開通したばかりの逢坂トンネルの迂回路で斜面崩壊が発生。再び通行不能状態となった[19]。
  - 7月17日 - 13時、中屋トンネルが約1年半ぶりに通行再開[20]。
  - 8月12日 - 5時前、七尾市中島町で片側1車線の両車線が長さ10m以上にわたり崩落し道路寸断、通行止め[21]。

## 路線状況

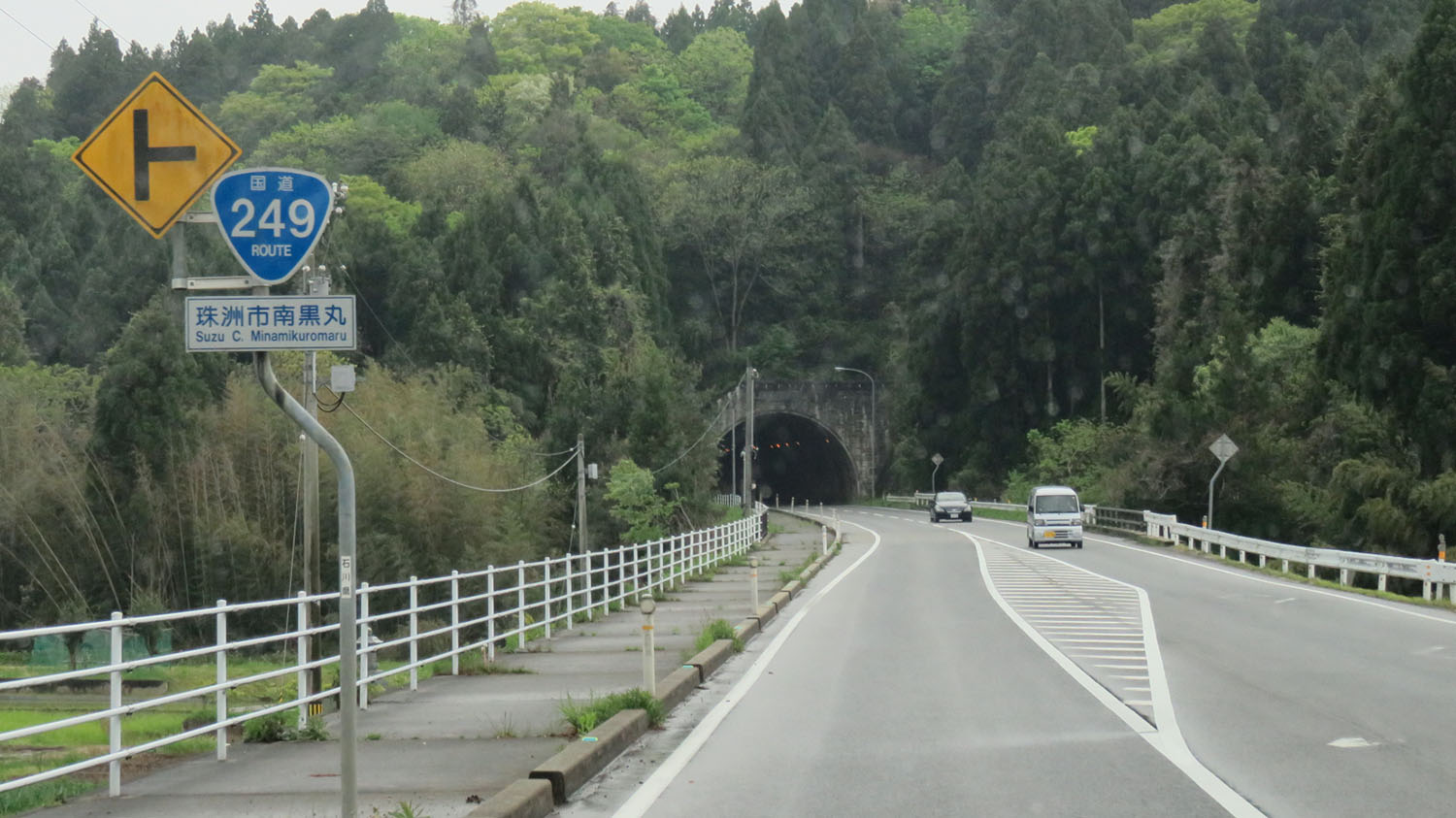
松波鵜島バイパス
石川県珠洲市宝立町南黒丸
奥は鵜島トンネル

羽咋市を境に交通量は大きく変わり、羽咋 - 金沢間と比べ、七尾 - 輪島 - 羽咋間の能登半島の海岸線を周回するルートの交通量はかなり少ない。

### 通称
- 外浦街道
  - 羽咋市から能登半島北西側の日本海に面する海岸線に沿って、志賀・輪島を経て、半島北東端の禄剛埼に至る街道で、国道249号がその道筋を継承する[22]。

### バイパス
- 藤橋バイパス
- 七尾田鶴浜バイパス
- 松波鵜島バイパス
- 大谷道路
- 輪島バイパス
- 荒屋バイパス
- 津幡バイパス

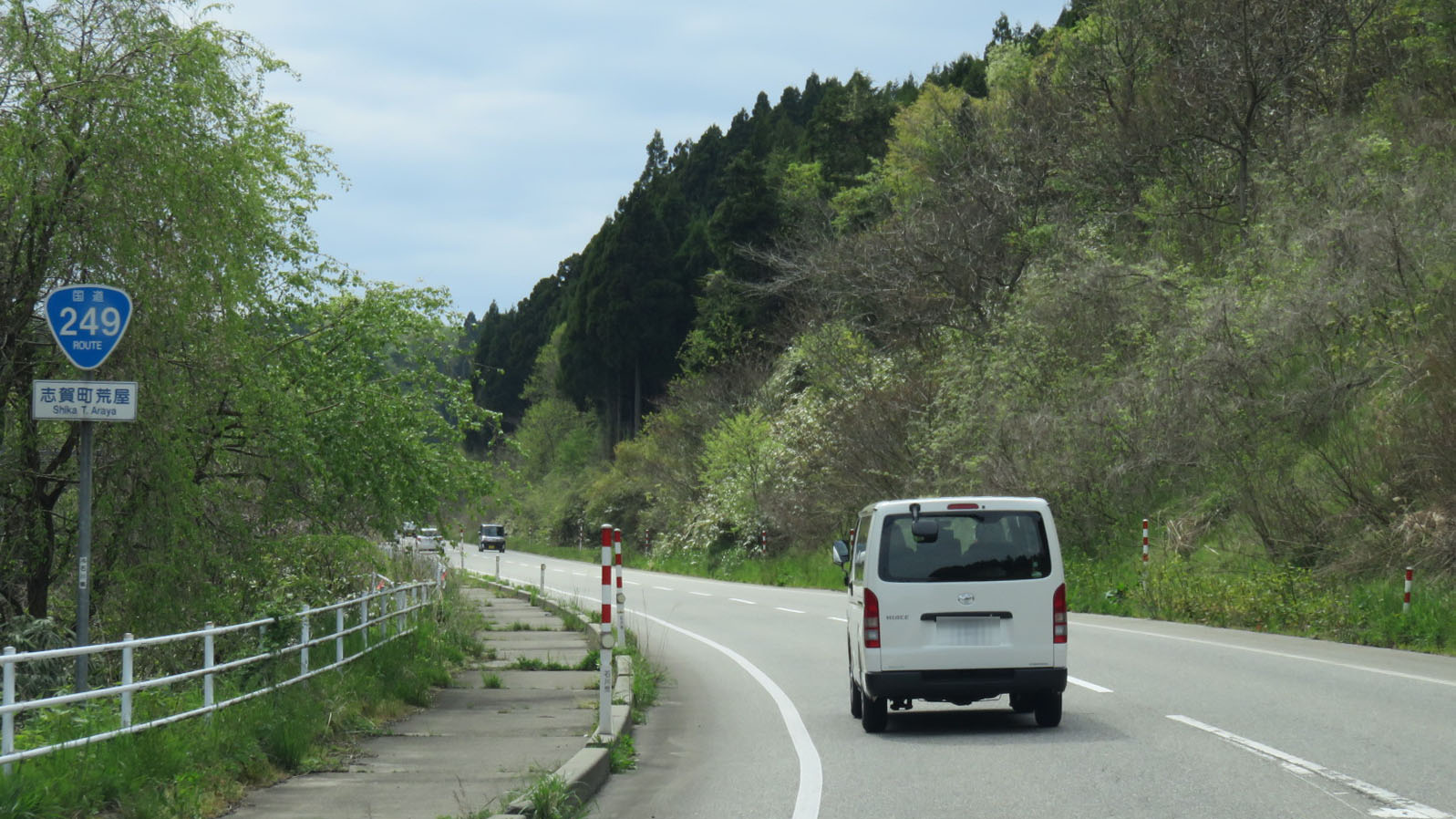
荒屋バイパス
石川県羽咋郡志賀町荒屋

- 金沢外環状道路山側幹線（通称「山側環状」）金沢東部環状道路

### 重複区間
- 国道159号（七尾市・川原町交差点（起点） - 七尾市・藤野町北交差点）
- 国道159号（宝達志水町免田 - 金沢市・武蔵交差点（終点））
- 国道471号（石川県羽咋市中央町・中央町南交差点 - 羽咋郡宝達志水町宿）

### 道路施設

#### トンネル
- 新宇出津トンネル（鳳珠郡能登町藤波 - 能登町宇出津）
- 鵜島トンネル（珠洲市宝立町宗玄）
- 大谷トンネル（大谷峠、珠洲市若山町宇都山 - 大谷町）
- 逢坂トンネル（珠洲市真浦町）
- 八世乃洞門新トンネル（輪島市町野町曽々木）
- 中屋トンネル（輪島市門前町西円山 - 門前町浦上）
- 荒木トンネル（羽咋郡志賀町富来地頭町）

#### 道の駅
- なかじまロマン峠（七尾市）
- すず塩田村（珠洲市）
- 千枚田ポケットパーク（輪島市）
- 赤神（輪島市）
- とぎ海街道（羽咋郡志賀町）
- ころ柿の里しか（羽咋郡志賀町）

## 地理

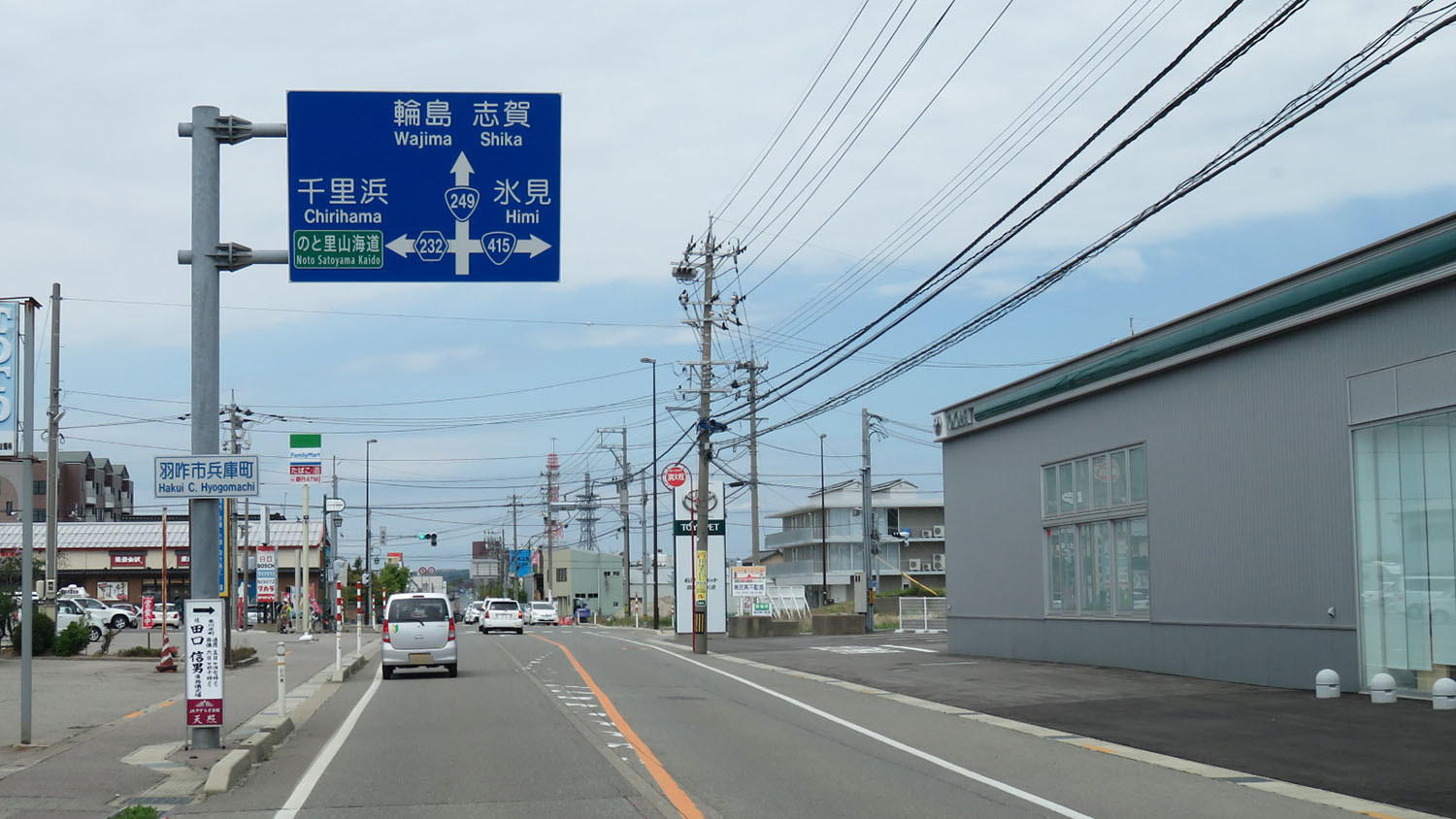
国道415号との分岐
石川県羽咋市兵庫町

### 通過する自治体
- 石川県
  - 七尾市 - 鳳珠郡穴水町 - 鳳珠郡能登町 - 珠洲市 - 輪島市 - 羽咋郡志賀町 - 羽咋市 - 羽咋郡宝達志水町 - かほく市 - 河北郡津幡町 - 金沢市

### 交差する道路
- 国道159号（七尾市川原町交差点 - 同市藤野町北交差点、宝達志水町免田交差点 - 金沢市武蔵交差点）
- 国道160号（七尾市川原町交差点）
- 能越自動車道（七尾市田鶴浜IC）
- のと里山海道（羽咋市柳田IC）
- 国道8号（河北郡津幡町舟橋舟橋JCT、金沢市今町今町JCT）
- 国道157号（金沢市むさし交差点）
- 国道304号（金沢市森本IC口交差点）
- 国道359号（金沢市橋場交差点、森本IC口交差点）
- 国道415号（羽咋市兵庫町交差点）
- 国道471号（羽咋郡宝達志水町宿）

### 沿線
- 七尾湾（七尾西湾・七尾北湾）
- のと鉄道七尾線

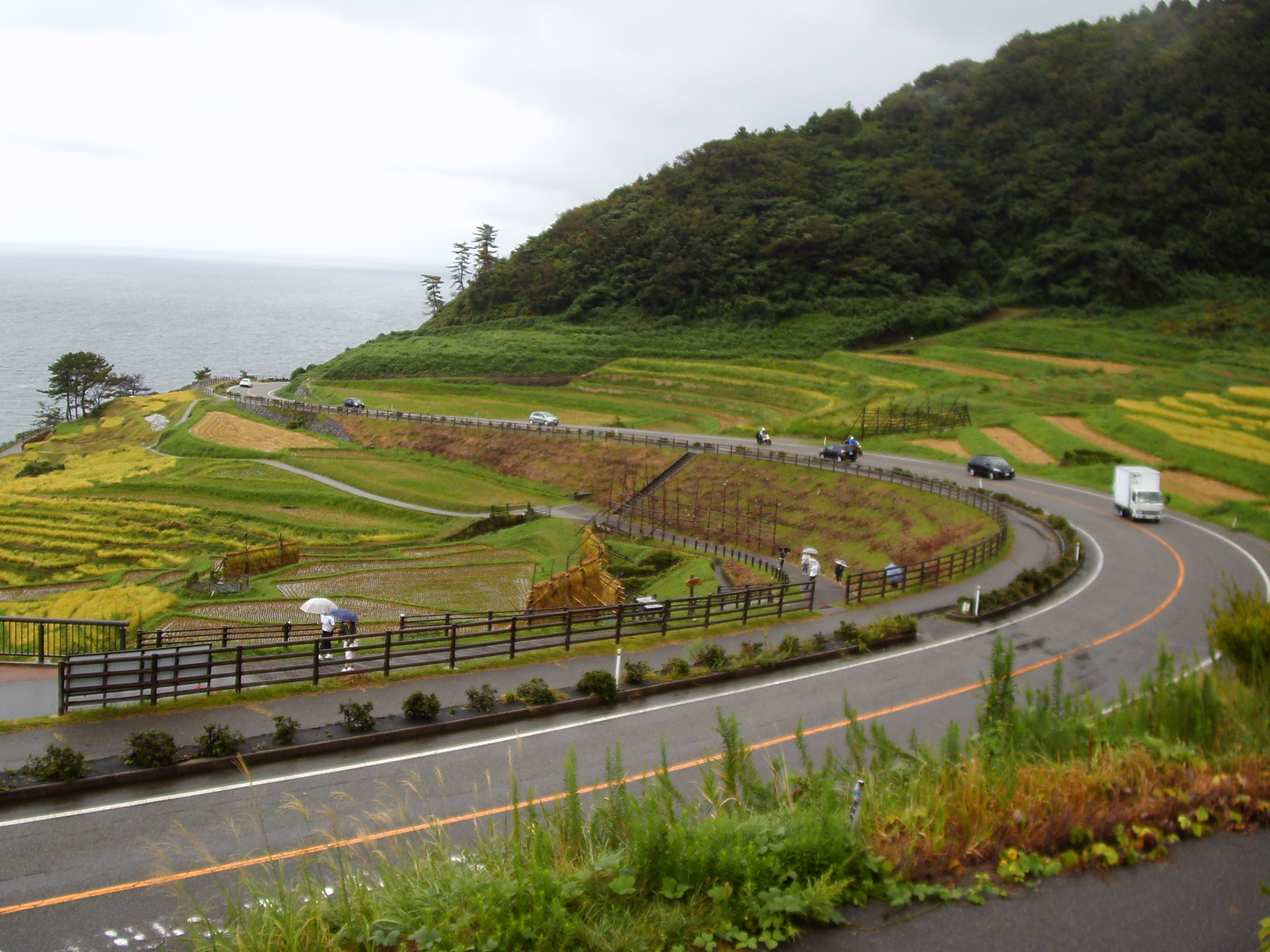
白米千枚田（輪島市）を抜ける国道249号

  - 田鶴浜駅 - 能登中島駅 - 西岸駅 - 能登鹿島駅 - 穴水駅
- 恋路海岸（鳳珠郡能登町）
- 珠洲市役所（珠洲市上戸町北方）
- 大谷峠（珠洲市）
- 曽々木海岸（輪島市町野町曽々木）
- 白米千枚田（輪島市白米町）
- 輪島朝市（輪島市河井町）
- 総持寺祖院（輪島市門前町門前）
- 琴ヶ浜海岸（輪島市門前町剱地）
- 気多大社（羽咋市寺家町）

## ギャラリー

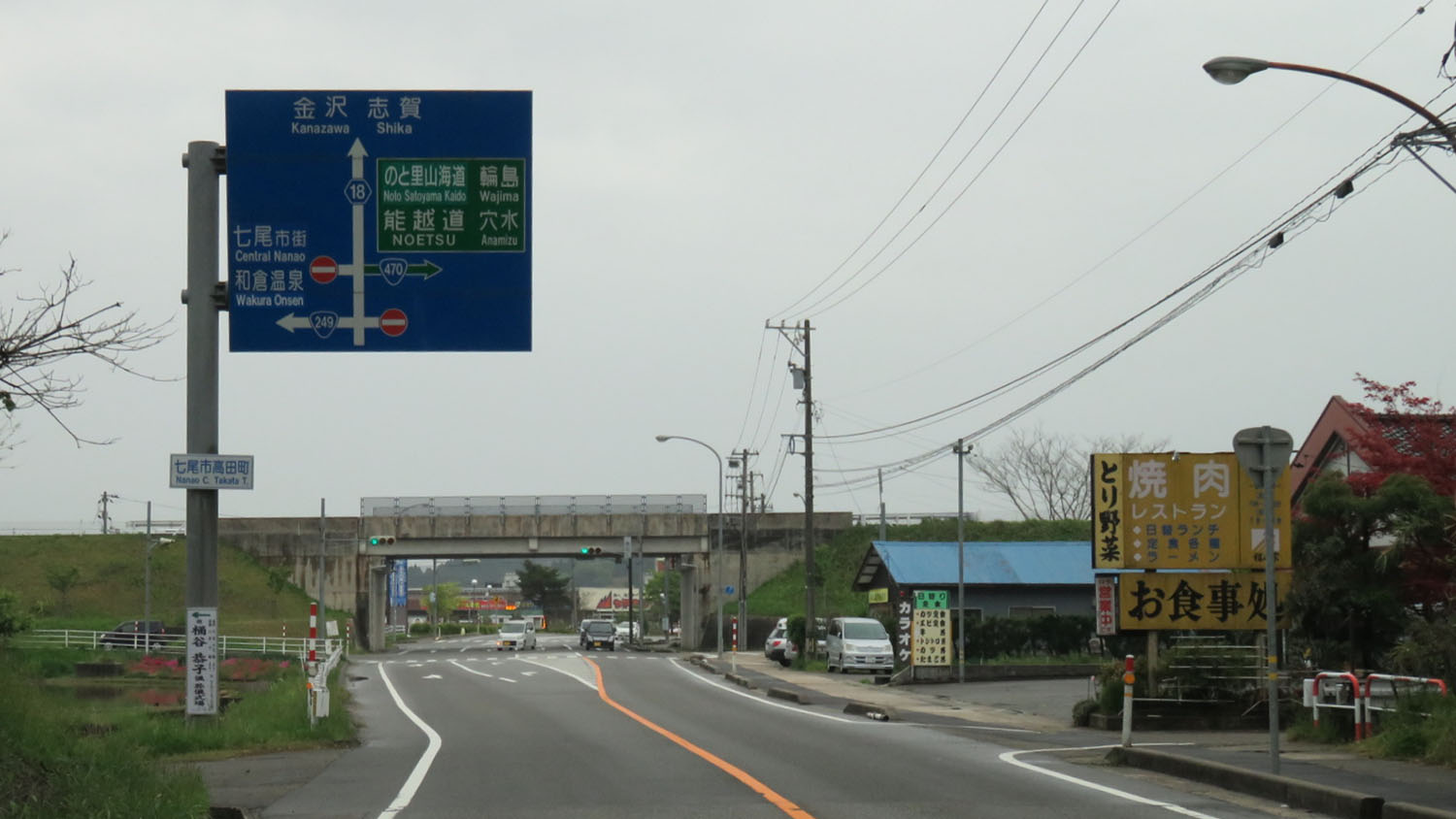
国道470号との分岐 石川県七尾市垣吉町
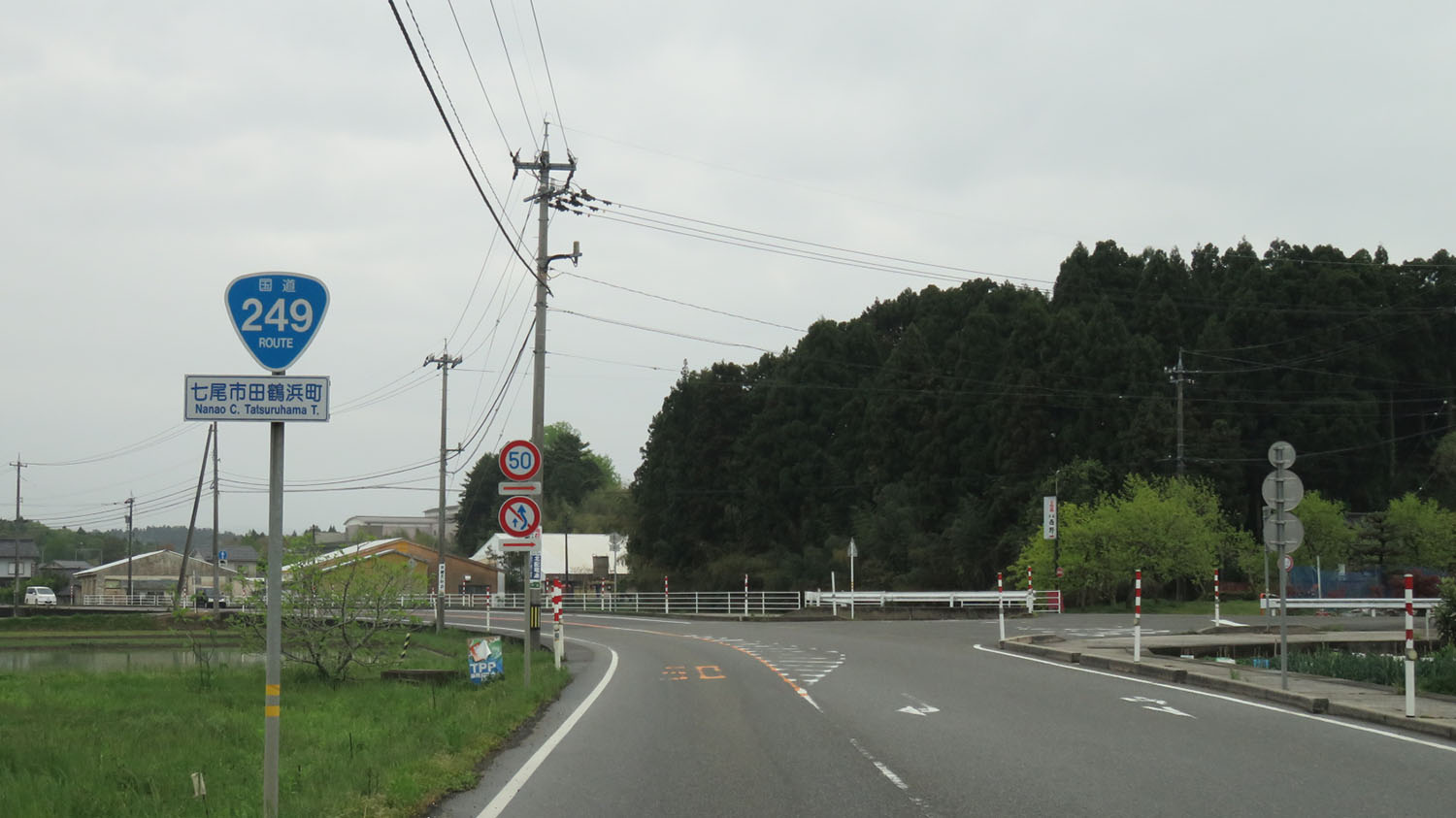
石川県七尾市田鶴浜町
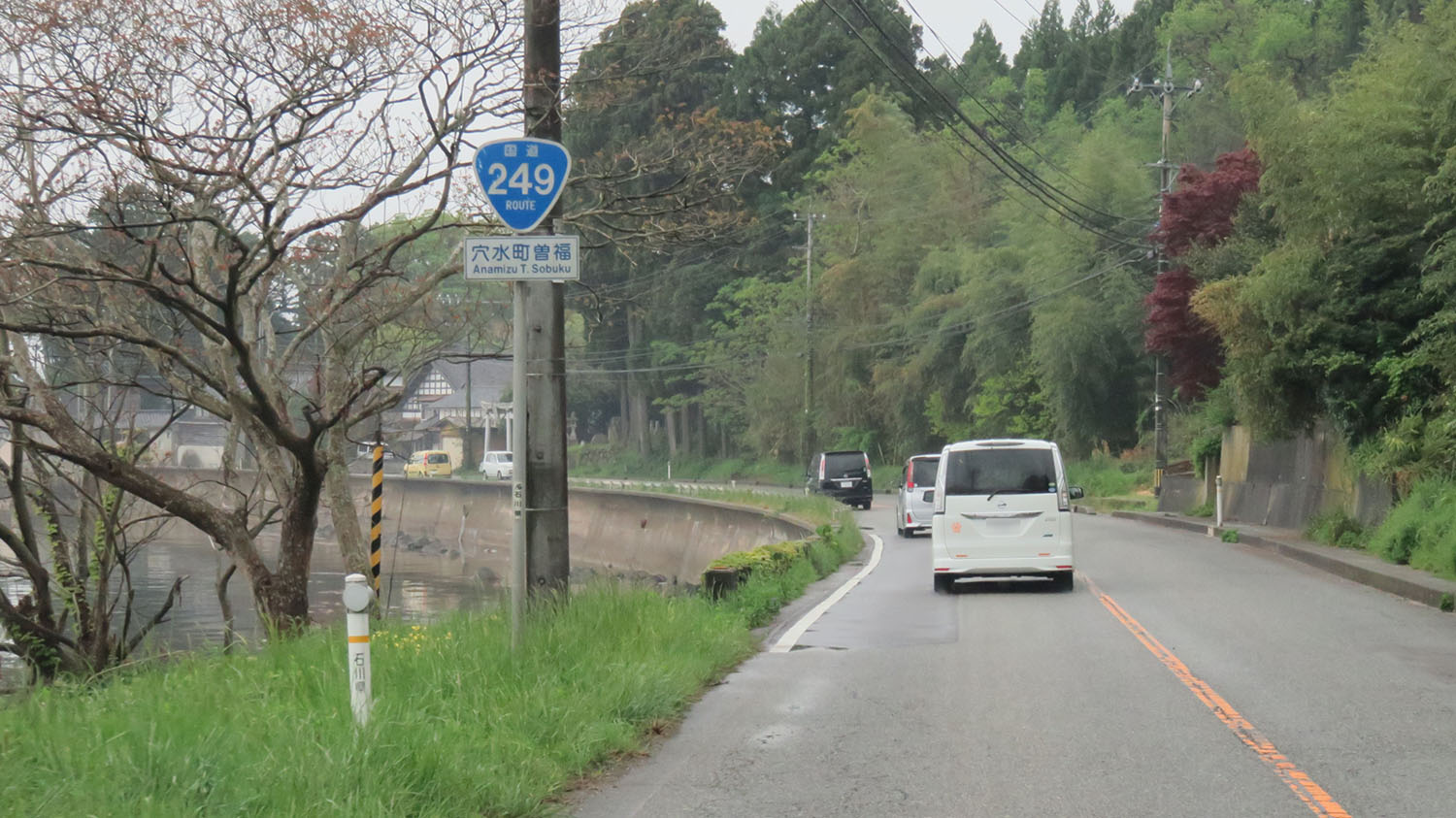
石川県鳳珠郡穴水町 曽福
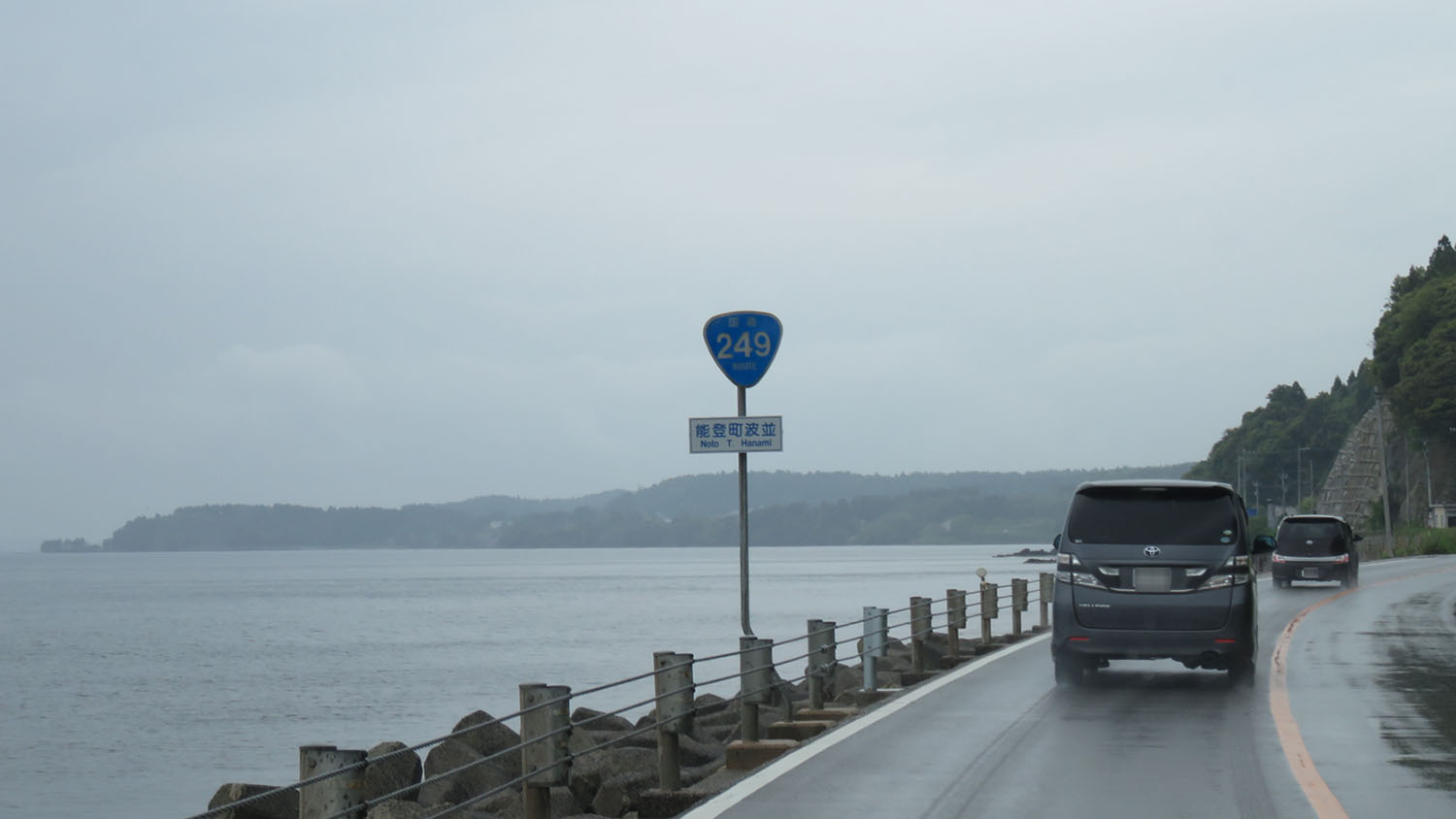
石川県鳳珠郡能登町 波並
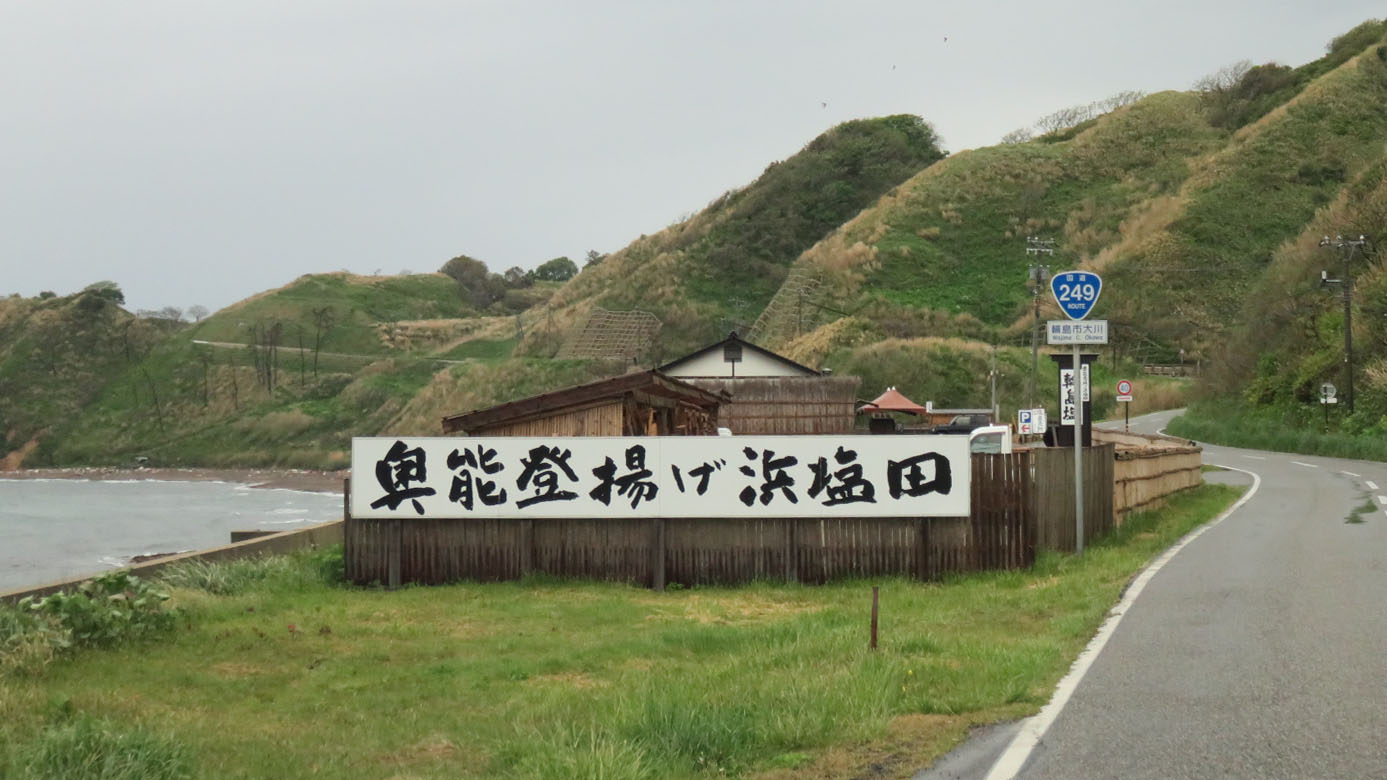
奥能登揚げ浜塩田付近 石川県輪島市渋田町
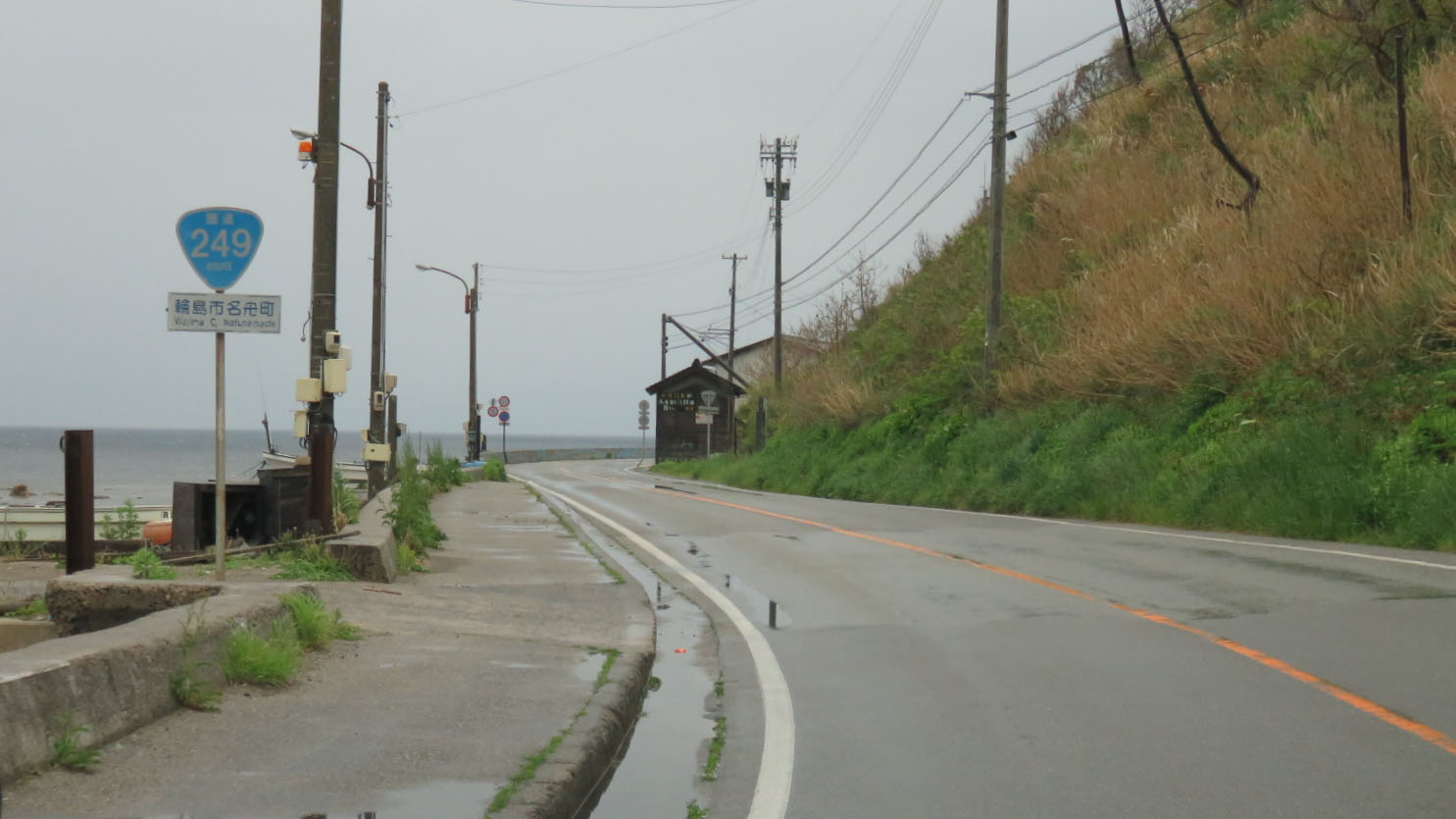
石川県輪島市名舟町
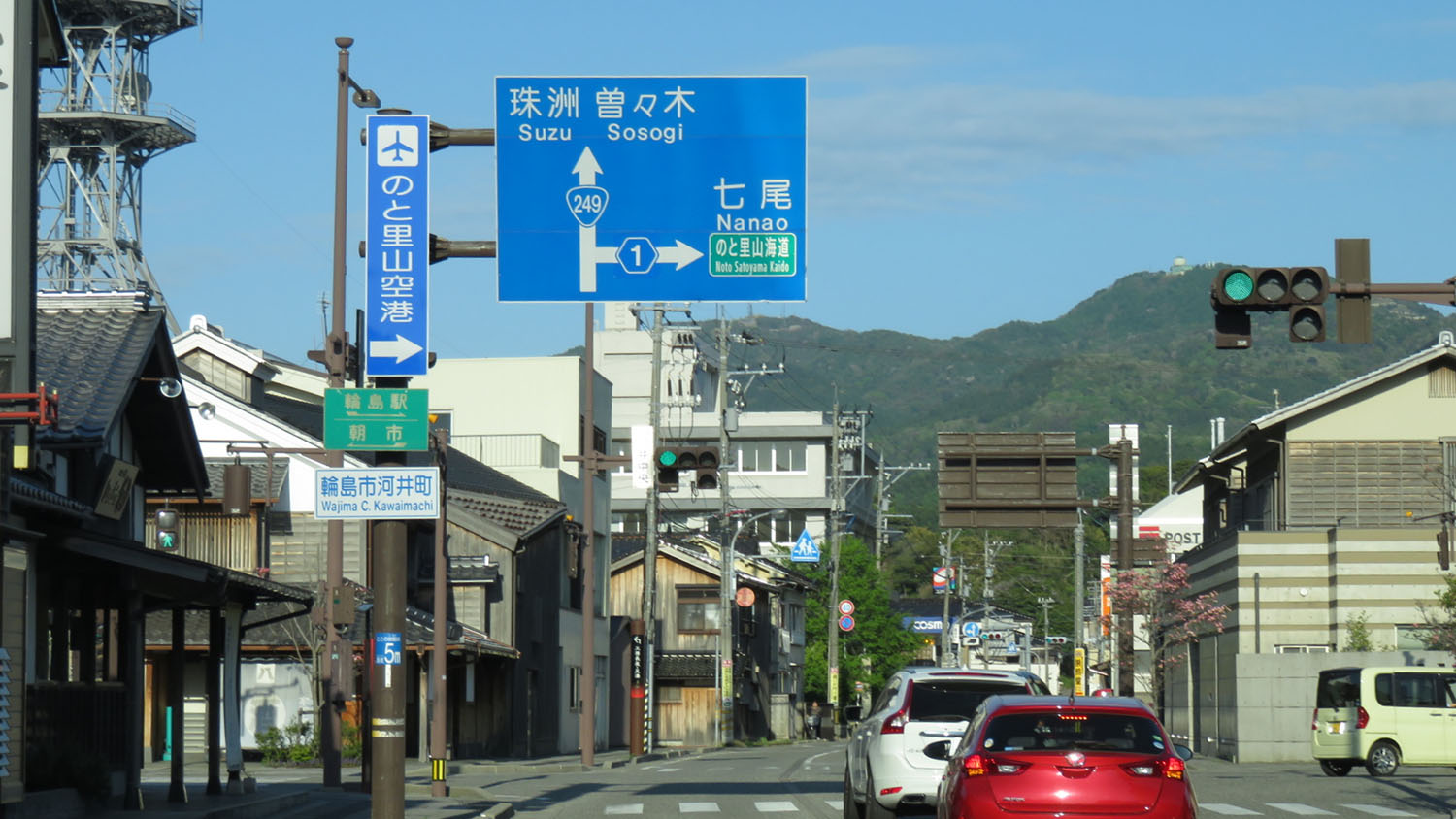
石川県輪島市河井町
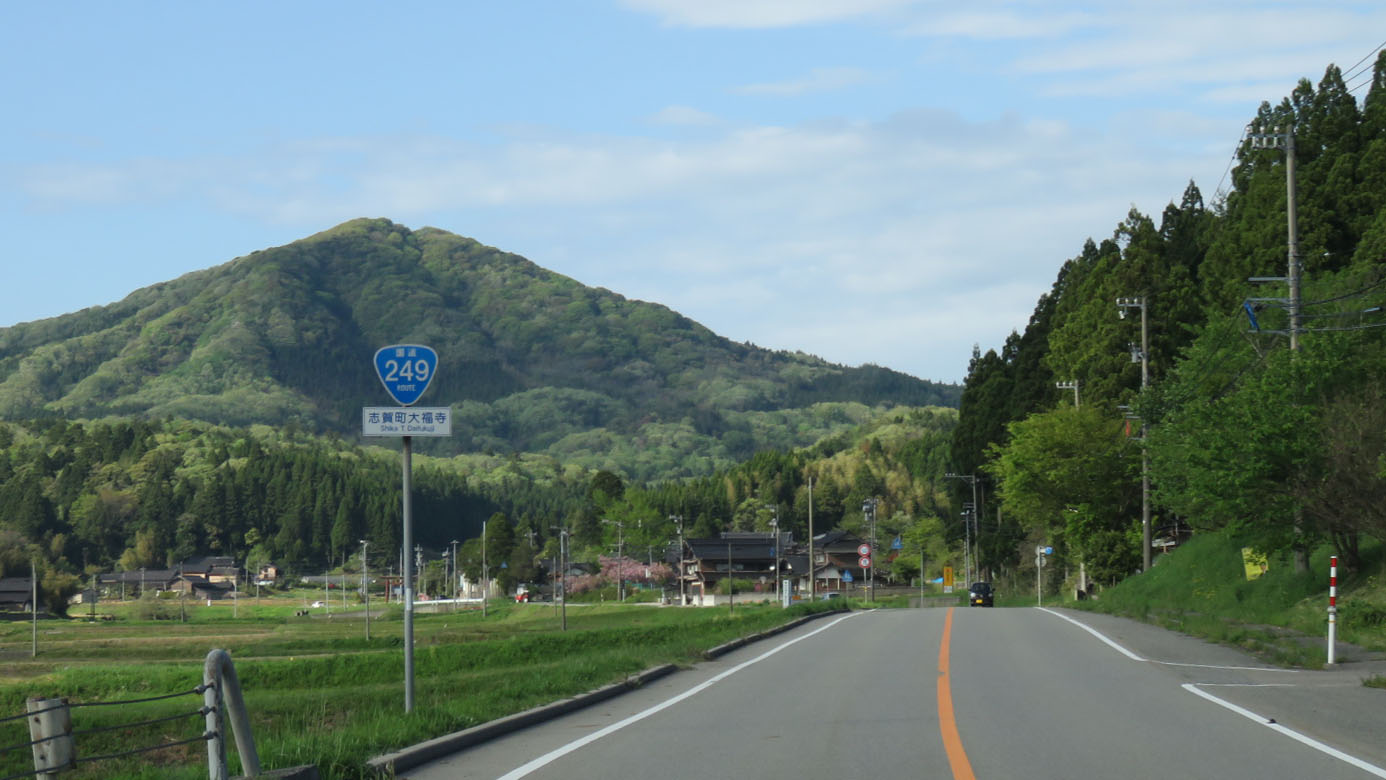
石川県羽咋郡志賀町 大福寺